# 객체 인식 개요
객체 인식(object recognition)은 이미지 또는 비디오 시퀀스에서 객체를 찾고 식별하기 위한 컴퓨터 비전 분야의 기술이다. 인간은 물체의 이미지가 관점에 따라, 크기와 규모에 따라, 심지어 변환되거나 회전될 때에도 다소 달라질 수 있다는 사실에도 불구하고 이미지에 있는 수많은 물체를 약간의 노력으로 인식한다. 물체가 시야에서 부분적으로 가려진 경우에도 물체를 인식할 수 있다. 이 작업은 컴퓨터 비전 시스템에 있어서 여전히 어려운 과제이다. 이 작업에 대한 많은 접근 방식이 수십 년에 걸쳐 구현되었다.

## CAD와 유사한 객체 모델을 기반으로 한 접근 방식
- 윤곽선 검출
- Primal sketch (데이비드 마아)
- Marr, Mohan 및 Nevatia[1]
- Lowe
- 올리비에 포게라스(Olivier Faugeras)

### 부분별 인식
- 일반화된 실린더 (토마스 빈포드(Thomas Binford))
- 지온 (심리학)[2] (어빙 비더만(Irving Biederman))
- 디킨슨(Dickinson), 포사이스(Forsyth), 폰세(Ponce)

## 같이 보기
- 경사지향 히스토그램
- 합성곱 신경망
- OpenCV
- 척도 불변 특징 변환
- 객체 탐지
- 인공지능의 개요